# Dalmàtica

Dalmàtica blanca

La dalmàtica (del llatí dalmatica, "brusa de llana de la Dalmàcia", i en grec antic δαλματική) és una vestimenta litúrgica dels diaques de l'església catòlica i l'església anglicana. Es tracta d'una peça de roba en forma de creu, amb els colors litúrgics corresponents segons el calendari litúrgic catòlic. Els diaques la porten al damunt de la sotana o l'alba.
Per analogia, s'anomena dalmàtica (o, també, sobrevesta) una mena de túnica oberta pels dos costats i sobreposada a altres peces de roba, que en el segle xvii era usada per cossos de la guàrdia, com els mosqueters, i que encara avui forma part de l'uniforme de gala de determinats cossos com els macers.

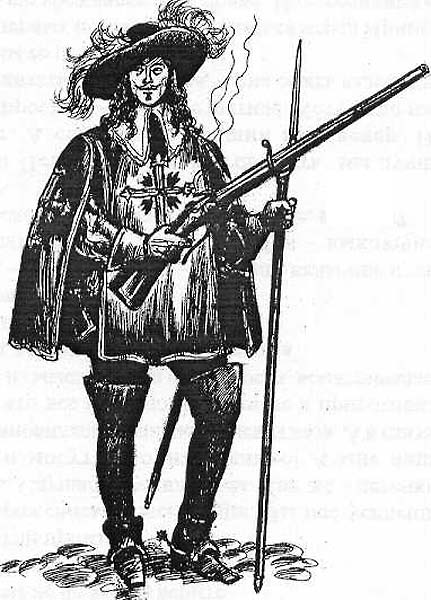
Mosqueter francès (1660) amb dalmàtica (sobrevesta)

Originàriament era una túnica de mànigues llargues, que no es menciona en els textos fins a finals del segle ii a l'Imperi Romà. Les seves mànigues arribaven fins als canells, i això era considerat efeminat en temps de la República, i fins i tot durant l'Imperi cridava l'atenció, i Elagàbal va ser criticat per portar-ne, encara que ho va fer imitant Còmmode. Un edicte de Dioclecià que regulava les formes dels vestits, diu que la dalmàtica la portaven tant els homes com les dones, de vegades guarnides amb tires de porpra o d'un altre color, brodades i aplicades de dalt a baix, anomenades clavus (en singular, i en plural clavi), dels quals se'n distingien els angusticlavi i els laticlavi, segons que fossin estretes o amples. Eren confeccionades amb llana o amb lli, i de vegades amb seda.